# Zimowe Igrzyska Olimpijskie 2030
Ten artykuł dotyczy przyszłego wydarzenia sportowego. Informacje w nim zawarte zmienią się w przyszłości.
XXVI Zimowe Igrzyska Olimpijskie – przyszłe, międzynarodowe wydarzenie sportowe, które ma zostać rozegrane w lutym 2030 roku.
29 listopada 2023 roku Międzynarodowy Komitet Olimpijski poinformował, że rozpoczął procedurę "ukierunkowanego dialogu" z kandydaturą Alp Francuskich. Oznacza to, iż Francja zyskała status "oczekiwanego gospodarza" i stała się jedynym kandydatem do zorganizowania Igrzysk w 2030 roku. Potwierdzenie wyboru gospodarza zostało dokonane 24 lipca 2024 roku na sesji MKOl w przededniu Igrzysk Olimpijskich w Paryżu.
Będzie to czwarta edycja zimowych igrzysk rozegrana we Francji. Wcześniej gospodarzami były: Chamonix w 1924, Grenoble w 1968 i Albertville w 1992. Francja była również gospodarzem letnich Igrzysk w 1900, 1924 oraz w 2024 roku. Będzie to również druga z rzędu edycja zimowych igrzysk rozegrana w Europie, gdyż gospodarzami poprzedzającej edycji będą włoskie miasta: Mediolan i Cortina d'Ampezzo. 

## Wybór gospodarza
Międzynarodowy Komitet Olimpijski, w związku z malejącą liczbą chętnych do organizacji igrzysk, zmienił od 2019 roku procedurę wyłaniania ich gospodarzy. Dotychczasowa procedura, oparta na konkursie, została zastąpiona przez stały dialog między MKOl, a krajami zainteresowanymi organizacją igrzysk. Owocem pierwszej fazy dialogu jest rozpoczęcie "ukierunkowanego dialogu" z preferowanym gospodarzem danej edycji. Procedura wyłaniania gospodarzy igrzysk stała się też bardziej elastyczna, gdyż zrezygnowano z zasady wyboru organizatora na 7 lat przed zawodami.
W 2020 roku MKOl poinformował, że wstępne zainteresowanie organizacją Igrzysk w 2030 roku wyraziły: Sapporo, Salt Lake City i Barcelona. Nieco później chęć zorganizowania zawodów zgłosiło też Vancouver. Z powodu bliskości terminu Igrzysk Olimpijskich w Los Angeles, które odbędą się zaledwie 18 miesięcy przed Igrzyskami w 2030 roku, Salt Lake City od początku wskazywało, że jest bardziej zainteresowane organizacją Igrzysk w 2034 roku i zorganizuje Igrzyska w 2030 tylko, jeżeli MKOl nie znajdzie innego kandydata. Kandydatura Barcelony została wycofana z powodu nieporozumień między regionalnymi władzami Katalonii i Aragonii. Wydawało się więc, że walka o organizację Igrzysk w 2030 rozstrzygnie się między Sapporo a Vancouver, przy czym to kandydatura japońska od początku uchodziła za faworyta. Sapporo mierzyło się jednak z coraz większymi problemami, związanymi głównie ze skandalem korupcyjnym przy organizacji Igrzysk Olimpijskich w Tokio oraz niskim poparciem społecznym. Z kolei kandydatura Vancouver ze względu na zbyt wysokie koszty nie uzyskała wsparcia rządu Kolumbii Brytyjskiej i została wycofana. W obliczu braku odpowiednich kandydatów MKOl w grudniu 2022 roku postanowił opóźnić decyzję o wyborze gospodarza, zaprosić nowych kandydatów do zgłaszania aplikacji oraz zastanowić się nad przyszłością zimowych igrzysk w obliczu zmian klimatu. MKOl nie wykluczył również, że podejmie decyzję o łącznym przyznaniu prawa do organizacji Igrzysk w 2030 i 2034 roku.
W kolejnych miesiącach zainteresowanie organizacją Igrzysk wyraziły nowe kraje. Największy rozgłos wzbudziła kandydatura Sztokholmu, który ubiegał się już o organizację Igrzysk w 2026 roku. Nieco później chęć organizacji Igrzysk zgłosiły też francuskie prowincje Owernia-Rodan-Alpy i Prowansja-Alpy-Lazurowe Wybrzeże. Ostatnim kandydatem była Szwajcaria, która chciała zorganizować całe Igrzyska na już istniejących obiektach rozsianych po całym kraju. Z drugiej strony ze starań o organizację Igrzysk ostatecznie zrezygnowało Sapporo. Pod koniec 2023 roku MKOl miał zatem do wyboru 4 kandydatury:
- Owernia-Rodan-Alpy i Prowansja-Alpy-Lazurowe Wybrzeże, Francja;
- Salt Lake City, USA;
- Sztokholm i Åre, Szwecja;
- Szwajcaria.

29 listopada 2023 roku MKOl zdecydował przyznać Francji status "oczekiwanego gospodarza" Igrzysk w 2030, zaś Salt Lake City Igrzysk w 2034 roku. Szwajcaria została z kolei zaproszona do "uprzywilejowanego dialogu" w sprawie Igrzysk w 2038 roku, co czyni tę kandydaturę wyraźnym faworytem do zorganizowania kolejnej edycji zawodów. Całkowicie pominięta została jedynie kandydatura Sztokholmu.
24 lipca 2024 roku wybór francuskiej kandydatury został potwierdzony przez Międzynarodowy Komitet Olimpijski. Z powodu chaosu politycznego po przyspieszonych wyborach parlamentarnych z lipca 2024 roku Francja nie miała jednak rządu i premiera uprawnionego do podpisania gwarancji finansowych dla Igrzysk. MKOl zdecydował zatem o zaakceptowaniu kandydatury francuskiej pod warunkiem, że gwarancje zostaną podpisane przez nowego premiera do 1 października 2024 roku i zaakceptowane przez parlament do 1 marca 2025 roku.

## Obiekty
Zgodnie ze wstępnym planem zaprezentowanym przez organizatorów, większość konkurencji zostanie rozegrana na już istniejących obiektach, które często goszczą zawody Pucharu Świata w swoich dyscyplinach. Dyscypliny odbywające się na świeżym powietrzu zostaną rozegrane w kilku alpejskich miejscowościach. Mają to być:
- Courchevel (mężczyźni) i Meribel (kobiety) - narciarstwo alpejskie;
- Le Grand-Bornand - biathlon;
- La Clusaz - biegi narciarskie;
- Courchevel (Tremplin du Praz) - skoki narciarskie;skoki do kombinacji norweskiej.
- Courchevel (skoki) i Meribel (biegi) - kombinacja norweska;
- La Plagne - bobsleje, saneczkarstwo, skeleton;
- Montgenèvre i Serre Chevalier - narciarstwo dowolne i snowboard.

Centrum konkurencji rozgrywanych pod dachem będzie natomiast Nicea. W tym mieście zaplanowano rywalizację w curlingu (Palais Nikaïa), hokeju na lodzie, short tracku i łyżwiarstwie figurowym. Na stadionie Allianz Riviera ma się też odbyć ceremonia zamknięcia Igrzysk.